# Гребінь Аврам Родіонович
Авра́м Родіо́нович Гре́бінь (Гребень; нар. 8 листопада (27 жовтня) 1878, містечко Березна, нині смт Менського району Чернігівської області — пом. 27 грудня 1961, с. Дмитрівка Менського району) — український лірник.

## Життєпис
Втратив зір в двадцятиоднорічному віці.
Грі на кобзі та лірі навчався у Терешка Пархоменка, також навчився грати на скрипці.
Мандрував Чернігівщиною й Полтавщиною.
Виступав як самостійно так і в ансамблі з своїми синами Костянтином (скрипка) і Миколою (басоля).
Представляв традиційне мистецтво гри на колісній лірі.
Олександр Юсов записав від нього лірницьке віртуозне перегравання.
У селі Дмитрівка 2002 року відкрито Хату-музей Аврама Гребеня.

## Самобутність
Аврама Гребеня вважали здібним і самобутнім виконавцем козацького епосу, репертуар якого був записаний у 50-х роках XX століття. В автентичному зразку від Аврама Гребеня записаний «Невольницький плач». Це одна з найстарших дум про те, як полонені козаки, приковані кайданами до турецької галери, зморені голодом і пекельним сонцем, шмагані нагайками турків-яничарів, просять Господа про визволення з неволі, яка розлучила «брата з сестрою, мужа з жоною і батька й матір із дітками маленькими». Лірницьке виконавство дум — специфічне, монотонне, здебільшого говіркове, у невеликому діапазоні мелодії, як у цьому випадку, із розспівом наприкінці фраз. Специфічного тембрового колориту звучанню думи надає ліра.

## Репертуар
українські народні думи
- Про Марусю Богуславку
- Про козака-бандуриста
- Невольницький плач
- Про азовських братів
- Про удову

історичні пісні
- Про Морозенка
- Максим козак Залізняк
- Гей, нуте, хлопці
- Про Кармалюка
- Про Конашевича

пісні-протести проти визискувачів
- Про правду
- Про соцького
- Про урядника

інше
- інструментально-танцювальні награви
- народні танці — метелиці, гопаки, польки.